# Fuentecantales
Fuentecantales es una localidad de la provincia de Soria, partido judicial de El Burgo de Osma,  comunidad autónoma de Castilla y León, España. Pueblo de la comarca de Pinares  que pertenece al municipio de  Talveila.
Desde el punto de vista jerárquico de la Iglesia católica forma parte de la diócesis de Osma la cual, a su vez, pertenece a la archidiócesis de Burgos.

## Historia
En el censo de 1879, ordenado por el conde de Floridablanca,  figuraba como lugar  del Partido de Ucero en la Intendencia de Soria,  conocido entonces como Fuente Cantales, con jurisdicción de abadengo y bajo la autoridad del alcalde pedáneo, nombrado por el Obispo de Osma. Contaba entonces con 160 habitantes.
A la caída del Antiguo Régimen la localidad se constituye en municipio constitucional en la región de Castilla la Vieja que en el censo de 1842 contaba con 26 hogares y 98 vecinos.
A finales del siglo XX este municipio desaparece porque se integra en el municipio de Talveila, contaba entonces con 36 hogares y 138 habitantes.

## Geografía humana

### Demografía
| Gráfica de evolución demográfica de Fuentecantales entre 1842 y 1960 |
| |
| Población de derecho según los censos de población del INE Población de hecho según los censos de población del INEEntre el censo de 1970 y el anterior, este municipio desaparece porque se integra en el municipio 42178 (Talveila) |

En el año 1981 contaba con 34 habitantes, concentrados en el núcleo principal, pasando a 7 en 2010, 4 varones y 3 mujeres.
| Gráfica de evolución demográfica de Fuentecantales entre 2000 y 2010                             |
|                                                                                                  |
| Población de derecho (2000-2010) según los censos de población del INE a 1 de enero de cada año. |